# Riva

Обкладинка альбому з піснею Rock Me гурту «Ріва»

«Riva» — хорватський рок-гурт, що переміг у конкурсі Євробачення 1989.
Гурт створений у Загребі в 1988 році та в тому ж році дебютував на музичному фестивалі Zagrebfest з піснею «Zadnja suza». У 1989 році з піснею «Rock Me» переміг на національному відборі, а потім і на конкурсі Євробачення, принісши Югославії першу й останню перемогу на цьому конкурсі. Це була настільки несподівана перемога, що коментатор BBC назвав пісню «похоронним маршем». У тому ж році група займає четверте місце на фестивалі в Нешвіллі (США).
Перший альбом «Rock Me» був записаний на студії Кох Records в 1989 році, в наступному році вийшов альбом «Srce laneta». У тому ж році група записала дві пісні англійською мовою, написані для неї гітаристом і автором пісень групи «Roxette» Пером Гессле.
Після розпаду колективу в 1991 році його учасники продовжили сольну кар'єру.

## Склад гурту
- Емілія Кокич (вокал)
- Далібор Мусап (клавишні та вокал)
- Ненад Накич (бас-гітара і вокал)
- Звонимир Зрилич (гітара і вокал)
- Бошко Чолич (барабани)

## Дискографія
- 1989. — Rock me
- 1990. — Srce laneta